# Victoriano Castellanos Cortés
Victoriano Castellanos Cortés, né le 23 mars 1796 à Los Llanos de Santa Rosa et mort le 11 décembre 1862 à Comayagua, est un homme politique hondurien. Il est président du Honduras du 4 février au 4 décembre 1862.